# Campeonato Mundial de Triatlón de Invierno
El Campeonato Mundial de Triatlón de Invierno es la máxima competición de triatlón de invierno. Es organizado desde 1997 por la Unión Internacional de Triatlón.

## Ediciones
| N.º   | Año  | Sede                | País       |
| ----- | ---- | ------------------- | ---------- |
| I     | 1997 | Malles Venosta      | Italia     |
| II    | 1998 | Les Menuires        | Francia    |
| III   | 1999 | Bardonecchia        | Italia     |
| IV    | 2000 | Jaca                | España     |
| V     | 2001 | Lenzerheide         | Suiza      |
| VI    | 2002 | Brusson             | Italia     |
| VII   | 2003 | Oberstaufen         | Alemania   |
| VIII  | 2004 | Wildhaus            | Suiza      |
| IX    | 2005 | Štrbské Pleso       | Eslovaquia |
| X     | 2006 | Sjusjøen            | Noruega    |
| XI    | 2007 | Saint-Oyen          | Italia     |
| XII   | 2008 | Freudenstadt        | Alemania   |
| XIII  | 2009 | Gaishorn am See     | Austria    |
| XIV   | 2010 | Eidsvoll            | Noruega    |
| XV    | 2011 | Jämijärvi           | Finlandia  |
| XVI   | 2012 | Jämijärvi           | Finlandia  |
| XVII  | 2013 | Cogne               | Italia     |
| XVIII | 2014 | Cogne               | Italia     |
| XIX   | 2016 | Zeltweg             | Austria    |
| XX    | 2018 | Cheile Gradistei    | Rumania    |
| XXI   | 2019 | Asiago              | Italia     |
| XXII  | 2020 | Asiago              | Italia     |
| XXIII | 2021 | San Julián de Loria | Andorra    |
| XXIV  | 2022 | San Julián de Loria | Andorra    |
| XXV   | 2023 | Skeikampen          | Noruega    |
| XXVI  | 2024 | Pragelato           | Italia     |
| XXVII | 2025 | Cogne               | Italia     |

## Palmarés

### Masculino
| N.º   | Año  | Sede                             | Oro                                | Plata                              | Bronce                            |
| ----- | ---- | -------------------------------- | ---------------------------------- | ---------------------------------- | --------------------------------- |
| I     | 1997 | Malles Venosta · ( Italia)       | Paolo Riva · Italia                | Mathias Holzner · Alemania         | Bård Jørgen Elden · Noruega       |
| II    | 1998 | Les Menuires ( Francia)          | Paolo Riva · Italia                | Philippe Lie Francia               | Othmar Brügger · Suiza            |
| III   | 1999 | Bardonecchia · ( Italia)         | Nicolas Lebrun Francia             | Paolo Riva · Italia                | Zibi Szlufcik · Alemania          |
| IV    | 2000 | Jaca · ( España)                 | Nicolas Lebrun Francia             | Christoph Mauch · Suiza            | Juan Carlos Apilluelo · España    |
| V     | 2001 | Lenzerheide · ( Suiza)           | Zibi Szlufcik · Alemania           | Martin Lang · Alemania             | Christoph Mauch · Suiza           |
| VI    | 2002 | Brusson · ( Italia)              | Marc Ruhe Liechtenstein            | Christoph Mauch · Suiza            | Benjamin Sonntag · Alemania       |
| VII   | 2003 | Oberstaufen · ( Alemania)        | Benjamin Sonntag · Alemania        | Christoph Mauch · Suiza            | Falk Göpfert · Alemania           |
| VIII  | 2004 | Wildhaus · ( Suiza)              | Siegfried Bauer · Austria          | Othmar Brügger · Suiza             | Petter Jørgensen · Noruega        |
| IX    | 2005 | Štrbské Pleso · ( Eslovaquia)    | Siegfried Bauer · Austria          | Stefan Frank · Alemania            | Thomas Schrenk · Alemania         |
| X     | 2006 | Sjusjøen · ( Noruega)            | Benjamin Sonntag · Alemania        | Alf Roger Holme · Noruega          | Arne Post · Noruega               |
| XI    | 2007 | Saint-Oyen · ( Italia)           | Arne Post · Noruega                | Siegfried Bauer · Austria          | Nicolas Lebrun Francia            |
| XII   | 2008 | Freudenstadt · ( Alemania)       | Arne Post · Noruega                | Nicolas Lebrun Francia             | Andreas Svanebo · Suecia          |
| XIII  | 2009 | Gaishorn am See · ( Austria)     | Tor Halvor Bjørnstad · Noruega     | Arne Post · Noruega                | Daniel Antonioli · Italia         |
| XIV   | 2010 | Eidsvoll · ( Noruega)            | Andreas Svanebo · Suecia           | Tor Halvor Bjørnstad · Noruega     | Pável Andréiev · Rusia            |
| XV    | 2011 | Jämijärvi · ( Finlandia)         | Pável Andréiev · Rusia             | Arne Post · Noruega                | Andreas Svanebo · Suecia          |
| XVI   | 2012 | Jämijärvi · ( Finlandia)         | Pável Andréiev · Rusia             | Daniel Antonioli · Italia          | Andreas Svanebo · Suecia          |
| XVII  | 2013 | Cogne · ( Italia)                | Pável Andréiev · Rusia             | Daniel Antonioli · Italia          | Yevgueni Kirílov · Rusia          |
| XVIII | 2014 | Cogne · ( Italia)                | Pável Andréiev · Rusia             | Daniel Antonioli · Italia          | Dmitri Bregueda · Rusia           |
| XIX   | 2016 | Zeltweg · ( Austria)             | Pável Andréiev · Rusia             | Yevgueni Kirílov · Rusia           | Giuseppe Lamastra · Italia        |
| XX    | 2018 | Cheile Gradistei · ( Rumania)    | Pável Andréiev · Rusia             | Pável Yakímov · Rusia              | Marek Rauchfuss · República Checa |
| XXI   | 2019 | Asiago · ( Italia)               | Pável Andréiev · Rusia             | Dmitri Bregueda · Rusia            | Marek Rauchfuss · República Checa |
| XXII  | 2020 | Asiago · ( Italia)               | Pável Andréiev · Rusia             | Marek Rauchfuss · República Checa  | Dmitri Bregueda · Rusia           |
| XXIII | 2021 | San Julián de Loria · ( Andorra) | Hans Christian Tungesvik · Noruega | Pável Andréiev RTF                 | Giuseppe Lamastra · Italia        |
| XXIV  | 2022 | San Julián de Loria · ( Andorra) | Franco Pesavento · Italia          | Marek Rauchfuss · República Checa  | Evgueni Uliashev RTF              |
| XXV   | 2023 | Skeikampen · ( Noruega)          | Hans Christian Tungesvik · Noruega | Marek Rauchfuss · República Checa  | Franco Pesavento · Italia         |
| XXVI  | 2024 | Pragelato · ( Italia)            | Franco Pesavento · Italia          | Hans Christian Tungesvik · Noruega | Marek Rauchfuss · República Checa |
| XXVII | 2025 | Cogne · ( Italia)                | Oleg Chestikov AIN                 | Hans Christian Tungesvik · Noruega | Marek Rauchfuss · República Checa |

### Femenino
| N.º   | Año  | Sede                             | Oro                               | Plata                                 | Bronce                                |
| ----- | ---- | -------------------------------- | --------------------------------- | ------------------------------------- | ------------------------------------- |
| I     | 1997 | Malles Venosta · ( Italia)       | Maria Canins · Italia             | Karin Möbes · Suiza                   | Katinka Wiltenburg · Países Bajos     |
| II    | 1998 | Les Menuires ( Francia)          | Karin Möbes · Suiza               | Sigrid Lang · Alemania                | Lucia Bianchetti · Italia             |
| III   | 1999 | Bardonecchia · ( Italia)         | Maria Canins · Italia             | Karin Möbes · Suiza                   | Marianne Vlasveld · Países Bajos      |
| IV    | 2000 | Jaca · ( España)                 | Karin Möbes · Suiza               | Gabi Pauli · Alemania                 | Sigrid Lang · Alemania                |
| V     | 2001 | Lenzerheide · ( Suiza)           | Sigrid Lang · Alemania            | Karin Möbes · Suiza                   | Marianne Vlasveld · Países Bajos      |
| VI    | 2002 | Brusson · ( Italia)              | Marianne Vlasveld · Países Bajos  | Sigrid Lang · Alemania                | Gabi Pauli · Alemania                 |
| VII   | 2003 | Oberstaufen · ( Alemania)        | Marianne Vlasveld · Países Bajos  | Sigrid Lang · Alemania                | Jutta Schubert · Alemania             |
| VIII  | 2004 | Wildhaus · ( Suiza)              | Sigrid Lang · Alemania            | Marianne Vlasveld · Países Bajos      | Karin Möbes · Suiza                   |
| IX    | 2005 | Štrbské Pleso · ( Eslovaquia)    | Sigrid Mutscheller · Alemania     | Marianne Vlasveld · Países Bajos      | Maria Kalnes · Noruega                |
| X     | 2006 | Sjusjøen · ( Noruega)            | Sigrid Mutscheller · Alemania     | Eva Nyström · Suecia                  | Gabi Pauli · Alemania                 |
| XI    | 2007 | Saint-Oyen · ( Italia)           | Sigrid Mutscheller · Alemania     | Carina Wasle · Austria                | Michela Benzoni · Italia              |
| XII   | 2008 | Freudenstadt · ( Alemania)       | Sigrid Mutscheller · Alemania     | Anke Kullmann · Alemania              | Carina Wasle · Austria                |
| XIII  | 2009 | Gaishorn am See · ( Austria)     | Carina Wasle · Austria            | Hanne Trønnes · Noruega               | Rebecca Dussault Estados Unidos       |
| XIV   | 2010 | Eidsvoll · ( Noruega)            | Rebecca Dussault Estados Unidos   | Tatiana Charochkina · Rusia           | Hanne Trønnes · Noruega               |
| XV    | 2011 | Jämijärvi · ( Finlandia)         | Borghild Løvset · Noruega         | Sarka Grabmullerova · República Checa | Maija Oravamäki · Finlandia           |
| XVI   | 2012 | Jämijärvi · ( Finlandia)         | Helena Erbenová · República Checa | Maija Oravamäki · Finlandia           | Borghild Løvset · Noruega             |
| XVII  | 2013 | Cogne · ( Italia)                | Helena Erbenová · República Checa | Elisabeth Sveum · Noruega             | Sarka Grabmullerova · República Checa |
| XVIII | 2014 | Cogne · ( Italia)                | Borghild Løvset · Noruega         | Olga Parfinenko · Rusia               | Sarka Grabmullerova · República Checa |
| XIX   | 2016 | Zeltweg · ( Austria)             | Yulia Surikova · Rusia            | Olga Parfinenko · Rusia               | Romana Slavinec · Austria             |
| XX    | 2018 | Cheile Gradistei · ( Rumania)    | Yulia Surikova · Rusia            | Helena Erbenová · República Checa     | Romana Slavinec · Austria             |
| XXI   | 2019 | Asiago · ( Italia)               | Daria Rogozina · Rusia            | Yulia Surikova · Rusia                | Romana Slavinec · Austria             |
| XXII  | 2020 | Asiago · ( Italia)               | Daria Rogozina · Rusia            | Anna Medvedeva · Rusia                | Yulia Surikova · Rusia                |
| XXIII | 2021 | San Julián de Loria · ( Andorra) | Sandra Mairhofer · Italia         | Romana Slavinec · Austria             | Anna Medvedeva RTF                    |
| XXIV  | 2022 | San Julián de Loria · ( Andorra) | Daria Rogozina RTF                | Sandra Mairhofer · Italia             | Elisabeth Sveum · Noruega             |
| XXV   | 2023 | Skeikampen · ( Noruega)          | Sandra Mairhofer · Italia         | Ingrid Lorvik · Noruega               | Carina Wasle · Austria                |
| XXVI  | 2024 | Pragelato · ( Italia)            | Sandra Mairhofer · Italia         | Aneta Grabmüllerová · República Checa | Julie Meinicke · Noruega              |
| XXVII | 2025 | Cogne · ( Italia)                | Daria Rogozina AIN                | Aneta Grabmüllerová · República Checa | Helena Karásková · República Checa    |

## Medallero histórico
- Actualizado hasta Cogne 2025 (prueba élite individual).[1][2]

| Núm. | País            | Oro | Plata | Bronce | Total |
| ---- | --------------- | --- | ----- | ------ | ----- |
| 1    | Rusia           | 15  | 9     | 7      | 31    |
| 2    | Alemania        | 9   | 8     | 8      | 25    |
| 3    | Italia          | 9   | 5     | 6      | 20    |
| 4    | Noruega         | 7   | 9     | 8      | 24    |
| 5    | Austria         | 3   | 3     | 5      | 11    |
| 6    | República Checa | 2   | 7     | 7      | 16    |
| 7    | Suiza           | 2   | 7     | 3      | 12    |
| 8    | Países Bajos    | 2   | 2     | 3      | 7     |
| 9    | Francia         | 2   | 2     | 1      | 5     |
| 10   | Suecia          | 1   | 1     | 3      | 5     |
| 11   | Estados Unidos  | 1   | 0     | 1      | 2     |
| 12   | Liechtenstein   | 1   | 0     | 0      | 1     |
| 13   | Finlandia       | 0   | 1     | 1      | 2     |
| 14   | España          | 0   | 0     | 1      | 1     |
|      | TOTAL           | 54  | 54    | 54     | 162   |